# Уанкане (провинция)
Уанкане (исп. Provincia de Huancané; кечуа Wankani pruwinsya) — одна из 13 провинций перуанского региона Пуно. Площадь составляет 2805,85 км². Население — 69 522 человека; средняя плотность населения — 24,78 чел/км². Столица — одноимённый город.

## География
Граничит с провинциями: Асангаро (на западе), Сан-Рамон и Пуно (на юго-западе), Сан-Антонио-де-Путина (на севере), Моо (на юго-востоке), а также с Боливией (на востоке). Кроме того, омывается водами озера Титикака (на юге).

## История
Провинция была создана 19 сентября 1827 года, что делает её одной из самых старых в стране.

## Административное деление
В административном отношении провинция делится на 8 районов:
- Кохата
- Уанкане
- Уатасани
- Инчупайя
- Пуси
- Росаспата
- Тарако
- Вильке-Чико